# IC 2101
IC 2101 је спирална галаксија у сазвјежђу Еридан која се налази на листи објеката дубоког неба у Индекс каталогу.
Деклинација објекта је - 6° 13' 50" а ректасцензија 4h 51m 42,0s. Привидна величина (магнитуда) објекта IC 2101 износи 13,8 а фотографска магнитуда 14,5. Налази се на удаљености од 59,287 милиона парсека од Сунца. IC 2101 је још познат и под ознакама MCG -1-13-24, IRAS 04492-0618, PGC 16187.